# Solenopsis madara
Solenopsis madara é uma espécie de formiga do gênero Solenopsis, pertencente à subfamília Myrmicinae.